# Fédération des démocrates libres
Pour les articles homonymes, voir Démocrates libres.
La Fédération des démocrates libres (Bund Freier Demokraten, BFD) est une ancienne coalition libérale est-allemande constituée à l'occasion des premières élections libres en RDA en mars 1990.
Constituée, à l'origine, du Parti libéral-démocrate d'Allemagne, du Parti démocratique libre et du Parti allemand du forum, la BFD obtient 5,28 % des voix et 21 sièges de députés à la Chambre du peuple. Une semaine après les élections, le Parti national-démocrate d'Allemagne rejoint la Fédération, qui fusionne, en août 1990, avec le Parti libéral-démocrate d'Allemagne de l'Ouest.